# Подсинее
Подсинее — село в Алтайском районе Хакасии, расположено на левом берегу реки Енисей. Расстояние до районного центра — с. Белый Яр — 18 км, до ближайшей ж.-д. станции  "Енисейская" от центра села — 1 км.
Население 3412 чел. (01.01.2014), в том числе русские, украинцы, хакасы и др.

## История
Год основания 1880. До революции подчинялось Аскизской Степной Думе. 
Улус Подсининский, река Енисей (на дороге из села Усть-Абаканского в город Минусинск). Дворов 6. Мужчин 33 и женщин 24. От Аскиза 108 и Минусинска 10 верст. Лошадей 28, коров 21 и овец 52. Ярового хлеба 16 десятин. Скотоводство.
В годы гражданской войны проходили бои между белогвардейцами и красными партизанами. Село упоминается в романе А. Черкасова «Хмель».
В селе в 1920-е годы действовала община баптистов (численностью 50 человек). В конце декабря 1926 года в Подсинем был организован районный совет баптистов, который действовал в Минусинском округе и в Урянхайском крае. Сотрудники ОГПУ пытались эту общину разложить изнутри.

## Современность
Имеется общеобразовательная школа, библиотека, дет. муз. школа (сгорела в 2014 году), амбулатория, Дом культуры, спортивный комплекс, 3 дошкольных учреждения, в том числе дошкольное учреждение для детей возрастом от двух месяцев, введенное в эксплуатацию в 2020 году, предприятия бытового обслуживания и сервиса.
Транспортное сообщение с городом Абакан осуществляется автобусным маршрутом №116.

## Население
| 2002  | 2010  | 2012  | 2013  | 2014  | 2015  | 2016  |
| ----- | ----- | ----- | ----- | ----- | ----- | ----- |
| 3297  | ↗3549 | ↗3593 | ↗3619 | ↗3685 | ↗3742 | ↘3706 |
| 2017  | 2018  | 2019  | 2020  | 2021  |       |       |
| ↘3699 | ↘3646 | ↘3575 | ↘3527 | ↗3599 |       |       |